# Kvinta (hudba)
Kvinta (z lat. quintus – pátý) je hudební interval mezi prvním a pátým tónem diatonické stupnice.

## Čistá kvinta
V rovnoměrně temperovaném ladění obsahuje sedm půltónů. Po primě a oktávě je kvinta třetí nejkonsonantnější interval. Kvůli své konsonantnosti je nezbytná pro stavbu naprosté většiny akordů.
V čistém a pythagorejském ladění má kvinta hodnotu 3:2 (přibližně 702 centů).
Ve středotónovém ladění má kvinta hodnotu {\displaystyle {\sqrt[{4}]{5}}:1}
V rovnoměrně temperovaném ladění má hodnotu 27/12:1 (přesně 700 centů), je tedy prakticky k nerozeznání od čisté kvinty.
V kvintách se ladí struny houslí, violy, violoncella i některých dalších strunných nástrojů.
„Navrstvením“ (dvanácti) čistých kvint na sebe vznikne kvintový kruh.

## Zmenšená kvinta
Zmenšením intervalu čisté kvinty o půltón vzniká disonantní interval zmenšená kvinta, která se označuje též jako tzv. tritón, protože je tvořena třemi celými tóny. V době klasicismu se kvůli jeho disonanci tomuto intervalu říkalo také „diavolo in musica“ (ďábel v hudbě).